# كرسول ملون
كرسول ملون (الاسم العلمي:Crassula colorata) هو نوع من النباتات يتبع جنس الكرسول من الفصيلة الكرسولية.